# Новотроїцька сільська рада (Мішкинський район)
Новотро́їцька сільська рада (рос. Новотроицкий сельский совет) — муніципальне утворення у складі Мішкинського району Башкортостану, Росія. Адміністративний центр — село Новотроїцьке.

## Населення
Населення — 1008 осіб (2019, 1233 в 2010, 1346 в 2002).

## Склад
До складу поселення входять такі населені пункти:
| Населений пункт      | Населення, осіб (2002) | Населення, осіб (2010) |
| -------------------- | ---------------------- | ---------------------- |
| Бірюбаш, присілок    | 376                    | 378                    |
| Михайловка, присілок | 1                      | 0                      |
| Новотроїцьке, село   | 536                    | 450                    |
| Рефанди, присілок    | 272                    | 249                    |
| Укозяш, присілок     | 158                    | 156                    |
| Худяковка, присілок  | 3                      | 0                      |